# 大統領令14208号
大統領令14208号（英: Executive Order 14208）、令題「紙製ストローの調達と強制使用の廃止（Ending Procurement and Forced Use of Paper Straws）」は、ドナルド・トランプ米大統領が紙ストローの使用を廃止し、プラスチック製ストローの使用を戻さんと2025年2月10日に署名した大統領令である。

## 背景
非営利雑誌の『グリスト』（Grist）によると、アメリカ合衆国内で使い捨てプラスチックストローへの反対運動が始まったのは2011年ごろのことだった。当時、米メディアは、プラスチックストロー（以下プラストロー）製造業者から提供された情報をもとに、米国で1日に約5億本のプラストローが廃棄されているとしたバーモント州の児童ミロ・クレスの調査を大きく報じた。ただし、後の研究によると、実際の廃棄量はもっと少なく、1億7000万本から3億9000万本の間であるという。一方、2015年、ある海洋生物学者が、カメの鼻孔に詰まったプラストローを除去するようすを撮影した動画を公開したことも、プラストローの使用への反発を喚起した。この頃、台湾（中華民国）やオーストラリアのクイーンズランド州など、世界中の様々な地域でプラストローの使用が禁止され始め、紙や非石油性のバイオプラスチックなどの代替素材で作られたストローが大々的に取って代わるようになった。米国では、プラストローの市場シェアが、ほぼ100％だった2017年から2022年の約75％にまで減少した 。プラスチック製品の約40％がストローのような使い捨てであることから、プラストローに対する反対運動は、プラスチック汚染を削減するためのより大きな取り組みの一環である。
2025年までに、多くの企業が使い捨てプラスチック製品を段階的に廃止する取り組みを開始しており、全米の州、郡、都市のうちプラストローの使用を禁止していたところはいくつもあった。2024年、時の米国大統領だったジョー・バイデンは、2027年から連邦政府による使い捨てプラスチック製品の購入を段階的に停止する政策を導入し、2030年代を期限とする更なる段階的廃止方針も添えられた。この当時、連邦政府は国内で最大のプラストロー購入主体であり、連邦政府のオフィス、国立公園、その他諸所有地でプラストローを供給していた。
本大統領令に署名したドナルド・トランプは、爾前より紙ストローを声高に批判しており、2020年大統領選の選挙運動中には、対立候補たちを「彼らはストローを禁止したがっている。 誰か一人でもかの紙ストローを試したことがあるだろうか？ あまりうまく機能していない（They want to ban straws. Has anyone tried those paper straws? They're not working too good.）」と詰っていたほか、「リベラル」だと指弾、紙ストローを使っているうちにその団結を失うだろうと主張した。 2019年、トランプの選挙チームはトランプブランドのプラストローを10本入り15ドル（当時、2024年で18ドル相当）で販売し、約50万ドル（同61万ドル）の売上を上げた。

2025年2月10日、米大統領に再任され数週間が経過したトランプは、前大統領のバイデンが開始した、連邦政府による使い捨てプラスチックの段階的廃止を取り消す大統領令に署名した。本大統領令で、トランプは「プラスチック製ストローに対する不合理な運動（irrational campaign）」に終止符を打つと述べ、「紙ストローの使用を終わらせることが米国の方針」であると述べた。特に大統領令は連邦政府に対して紙ストローの購入を中止するよう求め、同命令の公布から45日以内に「紙ストローの使用を終わらせるための国家戦略」を策定するよう求めた。 大統領執務室での署名の際、トランプは斯く述べた。
我らはプラスチックストローへの回帰の路を辿っている。（紙ストローは）役に立たない。破れてしまう。熱いものがあると破れてしまう。長保ちもしない、何分、何秒のときもある。なんと馬鹿馬鹿しいことか。
We're going back to plastic straws. (Paper straws) don't work. They break. They explode If something's hot. They don't last very long, like a matter of minutes, sometimes a matter of seconds. It's a ridiculous situation.—ドナルド・トランプ
また、プラストローが環境に与える影響について、トランプは「サメが食事をしているとき、海じゅうをむしゃむしゃ食べているとき、プラスチックがサメに影響を与えるとは思わない」と語り、環境への影響も問題ないとの見方を示した。

## 反応
この大統領令についてフォーブスは、トランプ大統領が大統領再就任後早々に行った、パリ協定からの離脱や北極野生生物国家保護区での石油掘削のための地域開放などの、他の反環境主義的行動との関連で報じた。さらに、この命令はオセアナなどの多くの環境活動家・団体から非難を浴びている。対照的に、プラスチック産業界の代表者らからは、この大統領令に対する肯定的な見方がなされた。 ニューヨーク・マガジンのウェブサイト、インテリジェンサー（Intelligencer）のシニア・エディターであるマーガレット・ハートマン（Margaret Hartmann）は、この命令はトランプのサメ恐怖症（ガレオフォビア）からきているのではないかとの、冗談めいた推測を示した。